# Iresjön, Västmanland
Iresjön är en sjö i Köpings kommun och Lindesbergs kommun i Västmanland och ingår i Norrströms huvudavrinningsområde. Sjön är 23,5 meter djup, har en yta på 3,89 kvadratkilometer och är belägen 75 meter över havet. Sjön avvattnas av vattendraget Ässingån (Finnåkersån). Vid provfiske har bland annat abborre, braxen, gers och gädda fångats i sjön.

## Delavrinningsområde
Iresjön ingår i det delavrinningsområde (661565-148538) som SMHI kallar för Utloppet av Iresjön. Medelhöjden är 98 meter över havet och ytan är 46,86 kvadratkilometer. Det finns ett avrinningsområde uppströms, och räknas det in blir den ackumulerade arean 71,48 kvadratkilometer. Ässingån (Finnåkersån) som avvattnar avrinningsområdet har biflödesordning 3, vilket innebär att vattnet flödar genom totalt 3 vattendrag innan det når havet efter 196 kilometer. Avrinningsområdet består mestadels av skog (66 procent) och sankmarker (15 procent). Avrinningsområdet har 4,4 kvadratkilometer vattenytor vilket ger det en sjöprocent på 9,4 procent.

## Fisk
Vid provfiske har följande fisk fångats i sjön:
- Abborre
- Braxen
- Gärs
- Gädda
- Lake
- Löja
- Mört
- Nors